# Typhlodromus pentelicus
Typhlodromus pentelicus är en spindeldjursart som beskrevs av Papadoulis och Emmanouel 1990. Typhlodromus pentelicus ingår i släktet Typhlodromus och familjen Phytoseiidae. Inga underarter finns listade i Catalogue of Life.